# فدریکو فاجین
فدریکو فاگین (انگلیسی: Federico Faggin؛ زادهٔ ۱ دسامبر ۱۹۴۱) دانشمند در زمینه الکترونیک اهل ایتالیا است. وی طراح اولین پردازنده مدار مجتمع (پردازشگر 4004 شرکت اینتل) است. همچنین وی طراح پردازنده معروف زد۸۰ هم می باشد.
وی همچنین برندهٔ جوایزی همچون جایزه کیوتو و مدال ملی فناوری و نوآوری شده‌است.